# Hydrobiosis styracine
Hydrobiosis styracine là một loài Trichoptera trong họ Hydrobiosidae. Chúng phân bố ở miền Australasia.